# Graptodytes aurasius
Graptodytes aurasius is een keversoort uit de familie waterroofkevers (Dytiscidae). De wetenschappelijke naam van de soort is voor het eerst geldig gepubliceerd in 1907 door Jeannel.